# Cathédrale de la Résurrection Saint-Corbinien d'Évry
Pour les articles homonymes, voir Cathédrale de la Résurrection.
La cathédrale de la Résurrection Saint-Corbinien d'Évry est une cathédrale diocésaine de confession catholique, dédiée à l'évêque Corbinien de Freising qui était né au VIIe siècle à Arpajon dans l'actuel diocèse d'Évry. La cathédrale est située sur la commune française d'Évry-Courcouronnes et le département de l'Essonne. Sa construction est achevée en 1995.
Si l'on excepte la cathédrale Notre-Dame-de-la-Treille de Lille, achevée en 1999 mais entamée en 1854, et celles de Saint-Étienne et de Créteil, construites au XXe siècle en tant qu'églises et élevées ensuite seulement au rang de cathédrale, la cathédrale d'Évry est la seule construite en France métropolitaine au XXe siècle.

## Situation
Comme jadis, la cathédrale est construite au cœur du centre-ville à proximité directe de l'hôtel de ville, de l'hôtel de la chambre de commerce et d'industrie de l'Essonne, non loin de l'université d'Évry-Val-d'Essonne , de la gare d'Évry-Courcouronnes et du centre commercial Évry 2. Elle est complétée par la maison diocésaine et le monastère de la Croix et de la Miséricorde des dominicains. Un espace fermé attenant à la cathédrale constitue le « clos cathédrale », composé de cent logements, 6 500 m2 de bureaux et 1 900 m2 de commerces. Au centre se trouve le square Jean-Paul II.

## Histoire
Le diocèse de Corbeil-Essonnes fut érigé le 9 octobre 1966, il disposait alors de la cathédrale Saint-Spire à Corbeil-Essonnes, l'évêché étant situé à quelques kilomètres de là, à Saint-Germain-lès-Corbeil dans une ancienne école primaire.
Dès 1988, l'évêque Guy Herbulot envisageait la construction d'une cathédrale en centre-ville, de premières esquisses furent présentées. En 1989, pour recentrer les services diocésains près du centre administratif du département dont la préfecture est située à Évry, le diocèse prit l'appellation de Évry-Corbeil-Essonnes.
La présentation du projet intervint le 3 mai 1990 au Vatican et la première pierre fut bénie et posée lors des fêtes de Pâques 1991 en présence du nonce apostolique mais le chantier ne commença effectivement qu'en juillet 1992. Les fondations furent achevées en novembre, l'ossature composée de deux cylindres en béton fut terminée en mai 1993 et le 2 octobre 1993 les cloches furent baptisées, posées en 1994 en même temps que les vingt-quatre tilleuls au mois d'octobre.
La cathédrale fut ouverte au culte dès le Mardi Saint 11 avril 1995 à l'occasion de la messe chrismale, la première messe dominicale fut célébrée le jour de Pâques, 16 avril. Le 11 décembre 1995 fut édité un timbre à 2,80 francs présentant le plan au sol et les volumes extérieurs, dessiné par l'architecte Mario Botta et gravé par André Lavergne. Elle ne fut officiellement inaugurée que l'année suivante.
La dédicace intervint 8 mai 1997 suivie par la visite du pape Jean-Paul II le 22 août 1997,.
Le 25 décembre 2008 fut célébrée dans la cathédrale la messe de minuit retransmise en direct sur France 2.
Le 24 novembre 2011, l'édifice a été labellisé « Patrimoine du XXe siècle ».

## Description
Mario Botta, architecte suisse connu pour ses réalisations et notamment le musée d'art moderne de San Francisco, a aussi conçu au cours de ses 50 ans de carrière une vingtaine de bâtiments religieux ,, pour les trois religions monothéistes, et qui ont donné lieu à une exposition à Vienne en 2019, où il avance que «L’architecture religieuse décrit visuellement l’idée du sacré, qui est un besoin fondamental de l’homme »  . Pour la cathédrale d’Evry, Mario Botta explique avoir été inspiré par les constructions byzantines et romanes d'Italie du Nord pour la sobriété des formes et l'utilisation de matériaux bruts utilisées dans l'architecture de cette nouvelle cathédrale.

### Symbolisme
Cette inspiration byzantine se retrouve dans la forme choisie, le cercle, fortement symbolique, car étant la première forme des habitations humaines, la forme spontanée de regroupement des assemblées et le symbole de la perfection divine, l'architecte reprenant les propos de saint Augustin : « Dieu est semblable à un cercle dont la circonférence est partout et le centre nulle part ». Autre symbole habituel de Mario Botta et magnifié ici, l'utilisation de la brique de Toulouse pour la communion des quatre éléments (faite de terre et d'eau, séchée à l'air et cuite au feu).
Le bâtiment adopte donc un plan cylindrique d'un diamètre extérieur de trente-huit mètres avec une emprise au sol de mille six cents mètres carrés. Sur des fondations profondes repose une ossature constituée d'un double cylindre de quatre mille mètres cubes de béton recouvert de huit cent quarante mille briques artisanales, son point culminant orienté au nord-ouest atteignant trente-quatre mètres.

### Le toit et les vingt-quatre tilleuls
La forme cylindrique empêchant la mise en place d'une véritable façade, l'architecte décida de couper le cylindre en biseau, la pente orientée vers le sud-est, plaçant le point bas du toit à dix-sept mètres du sol. Ce toit est percé de deux larges verrières en escalier et en arc de cercle apportant une lumière zénithale, au centre desquels se trouve une charpente métallique en triangle reposant sur trois corbeaux. Le toit est sommé par une couronne de béton, éclairée d'or la nuit et surmonté par vingt-quatre tilleuls argentés, symbole de vie, de résurrection, des vingt-quatre heures du jour, des douze apôtres additionné des douze tribus d'Israël.
Ils sont plantés dans mille deux cents mètres cubes de terre végétale. Au nord-ouest, au-dessus d'une excroissance renfermant un escalier, se trouve un campanile soutenant cinq cloches et une croix métallique, le tout pesant trois tonnes. Trois portails permettent d'accéder à la cathédrale, le traditionnel au sud-est, le portail de cérémonie à l'ouest, surmonté d'un pont pour l'accès au musée, et le portail de l'est, les deux derniers donnant de plain-pied dans la nef.

## Intérieur

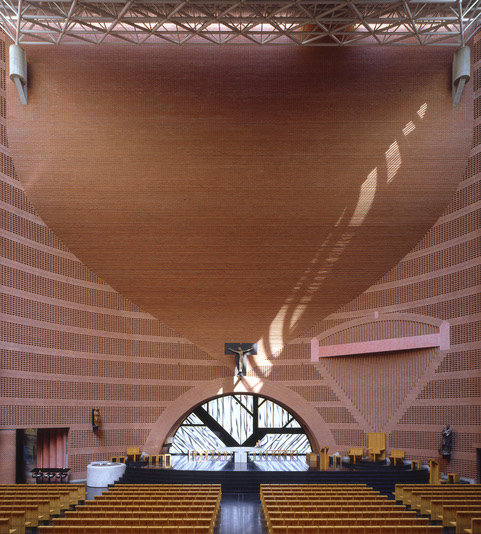
Vue vers l'autel.
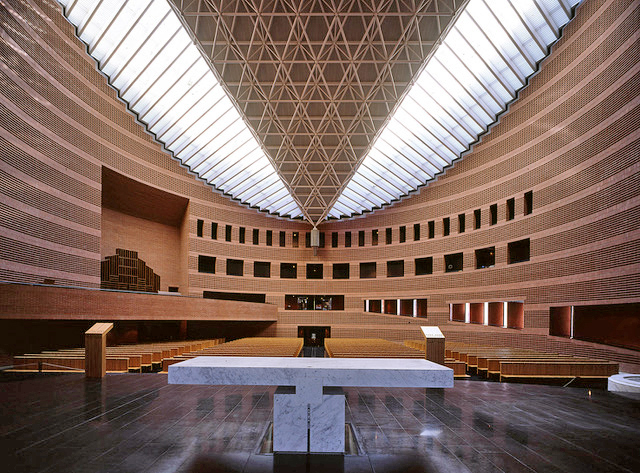
Nef et autel.
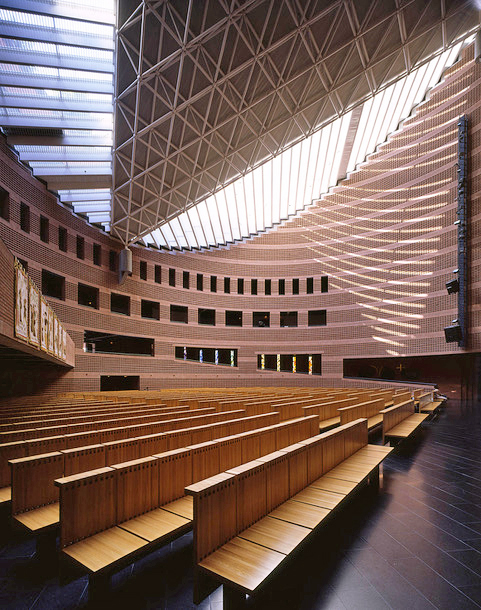
Nef et plafond.

### La nef
La nef occupe un cylindre de vingt-neuf mètres de diamètre, son sol placé en contrebas de l'entrée principale, comme dans l'ancienne église paroissiale Saint-Pierre-et-Saint-Paul, est couvert de granit noir. L'accès au chœur, large de quinze mètres et derrière lequel se trouve un vitrail symbolisant un arbre, se fait par un déambulatoire avec des marches « au pas de l'âne », larges et peu élevées, éclairé lui par douze vitraux œuvres de Kim En Joong de douze couleurs, du gris au blanc, symbolisant les douze apôtres et la progression des ténèbres vers la lumière,, mais pour l'artiste « une couleur ne correspond pas à un apôtre en particulier. On ne peut pas mettre un nom sur chaque vitrail ».
Au-dessus de ce chœur, une volute accueille le musée Paul-Delouvrier et le Centre d'art sacré. Au centre du chœur, l'autel est en marbre blanc de Carrare, son pied descend jusqu'au centre de la crypte où sont disposés vingt-quatre tombeaux pour les évêques du diocèse. Dans celle-ci ont été exposées jusqu'en décembre 2018 deux toiles grand format de Vasarely représentant le Christ et Saint Pierre. À gauche du chœur le baptistère cylindrique, lui aussi en marbre blanc, permettant les baptêmes par immersion, pèse neuf tonnes. La cathèdre de l'évêque à droite est mise en valeur par une disposition particulière des briques.

### La chapelle
Au fond de la nef, sous l'entrée principale au sud-est se trouve la chapelle de Jour, aussi appelée chapelle du Saint-Sacrement, de forme octogonale, symbolisant les sept jours de la création d'après la Bible plus un huitième jour, celui de la re-création ou Résurrection. Elle est éclairée par un puits de lumière au levant derrière l'autel. Le sol est couvert de dalles de granit noir polies et brutes dessinant un labyrinthe rappelant celui de la cathédrale Notre-Dame de Chartres. La chapelle est meublée d'un autel et de sièges en chêne, elle est décorée par trois sculptures de Gérard Garouste, une Vierge à l'Enfant en fer forgé, un tabernacle et une Croix figurée par un cep de vigne avec l'inscription gravée « Je suis l'alpha et l'omega », soit je suis le commencement et la fin.

### Mobilier et œuvres d’art
Le mobilier de la cathédrale a lui aussi été conçu par l'architecte Mario Botta et réalisé en chêne de Bourgogne. La nef est décorée de diverses œuvres, au centre, dominant l'autel, une croix en tau d'acier noirci reçoit un Christ d'un mètre soixante-dix en bois sculpté au début du XXe siècle en Tanzanie et rapporté par un missionnaire, à gauche, une Vierge Marie du XVIe siècle d'un mètre vingt provenant de Chaource domine le baptistère, à droite, la statue de Saint-Corbinien en bronze,, œuvre de France et Hugues Siptrott.
Elle est complétée par sept tapisseries racontant sa vie, du début à Saint-Germain-de-Châtre, son ermitage, son sacre comme évêque par le pape Grégoire II, la protection du vin, le dressage de l'ours, le retour de sa mule volée et sa mort. Le tabernacle créé par Louis Cane représente quant à lui les symboles de la chrétienté, la colombe, le raisin, le pain et le poisson.
L'édifice ainsi réalisé permet la participation de mille quatre cent fidèles, avec sept cent places assises.

### Les cloches
La sonnerie comporte 5 cloches coulées par la fonderie Paccard d'Annecy le jeudi 9 septembre 1993. Le campanile en métal ajouré pèse, à lui seul, trois tonnes. Dans sa partie horizontale il contient les trois plus grosses cloches. Dans sa partie verticale, les deux plus petites cloches surmontent la troisième.
- Mario Maria Giuditta Tobia Tomaso : Sol3 - 640 kilos (ce sont les cinq prénoms des membres de la famille de l'architecte)
- Corbinien : La3 - 450 kilos (Corbinien en mémoire de l'évêque-fondateur du diocèse de Freising-Munich)
- Marie : Si3 - 350 kilos (Notre-Dame de bonne garde est la patronne du diocèse d'Evry-Corbeil)
- Antoinette Thérèse-de-Saint-Augustin : Ré4 - 190 kilos (Donatrice et religieuse du carmel de Frileuse en Essonne)
- François-Michel : Mi4 - 150 kilos (jeune prêtre du diocèse décédé en 1984)

Les cloches installées en octobre 1994, carillonnèrent officiellement à partir de Pâques 1995.

## Polémique
La principale polémique autour de cette nouvelle cathédrale eut pour thème l'intérêt même de sa construction. Alors qu'une déchristianisation semblait en marche à la fin du XXe siècle et que l'Église catholique de France prônait la pastorale de l'enfouissement et semblait se cacher[réf. nécessaire], il paraissait incongru de bâtir une nouvelle église (et même une cathédrale !) imposante. S'ajoutait le style choisi par l'architecte Mario Botta, loin des canons classiques des cathédrales, un cercle, à l'opposé du traditionnel plan en croix[réf. nécessaire].
Autre sujet de discorde, le financement de la construction d'un tel édifice, évalué à quatre-vingt-dix millions de francs, que la rumeur[Laquelle ?] attribuait à l'État. Le ministère de la Culture finança effectivement à hauteur de treize millions de francs la construction d'un centre d'art inclus dans le bâtiment divisé aujourd'hui en deux parties : le musée Paul-Delouvrier et le Centre National d'Art Sacré, mais le reste fut réparti entre les fonds de l'Œuvre des Chantiers du Cardinal, de l'archidiocèse de Munich et Freising jumelé à hauteur de cinq millions de francs chacun, du mécénat d'entreprises et grâce à un appel au don auprès des fidèles dont quatre cent mille participèrent, la cathédrale étant ainsi entièrement financée à l'issue de sa construction[réf. nécessaire].
La construction simultanée de la mosquée d'Évry-Courcouronnes alimenta la croyance d'une défiance entre les deux principales religions[réf. nécessaire], contrecarrée[précision nécessaire] aujourd'hui par la construction de la Pagode Khánh-Anh.
Enfin, le journaliste d'extrême-droite Dominique Setzepfandt a prétendu une ressemblance du monument avec un temple maçonnique par sa forme en colonne tronquée et la présence d'un triangle pour le toit rappelant l'équerre maçonnique (quoiqu'à l'envers), ces deux symboles étant justifiés par l'architecte comme la volonté de donner un mouvement à l'édifice et par le symbolisme de la Sainte-Trinité.

## Galerie

L'hôtel de ville et la cathédrale